# From the Screen to Your Stereo
From the Screen to Your Stereo è il secondo EP del gruppo pop punk statunitense New Found Glory, pubblicato nel 2000.

## Il disco
Il disco poteva essere acquistato con tre copertine diverse: in azzurro marmoreo, rosso marmoreo o bianco. Tutte le tracce contenutevi sono cover di brani tratti da colonne sonore di film. Nel 2007 è stato pubblicato un lavoro simile, anche se questa volta in formato full-length, dal titolo From the Screen to Your Stereo Part II.

## Tracce
1. That Thing You Do – 1:58 (Adam Schlesinger) – Music Graffiti
2. The NeverEnding Story – 2:18 (Limahl) – La storia infinita
3. I Don't Want to Miss a Thing – 2:30 (Aerosmith) – Armageddon
4. The Goonies 'R' Good Enough – 2:32 (Cyndi Lauper) – I Goonies
5. The Glory of Love – 3:19 (Peter Cetera) – Karate Kid II - La storia continua
6. (Everything I Do) I Do It for You – 2:55 (Bryan Adams) – Robin Hood - Principe dei ladri
7. My Heart Will Go On – 3:03 (Céline Dion) – Titanic